# Dryas iulia
La mariposa flama (Dryas iulia) es una especie de lepidóptero perteneciente a la familia Nymphalidae. Es el único miembro del género Dryas.

## Descripción
Sus alas tienen una forma alargada y color anaranjado con estrechos márgenes negros. Las hembras tienen un tono más oscuro que los machos. Los huevos son de color amarillo-limón. En estado larval despide sustancias químicas tóxicas para sus predadores. La oruga se desarrolla sobre especies de Passiflora.
Se distribuye desde el sur de Estados Unidos hasta Paraguay.

## Imágenes

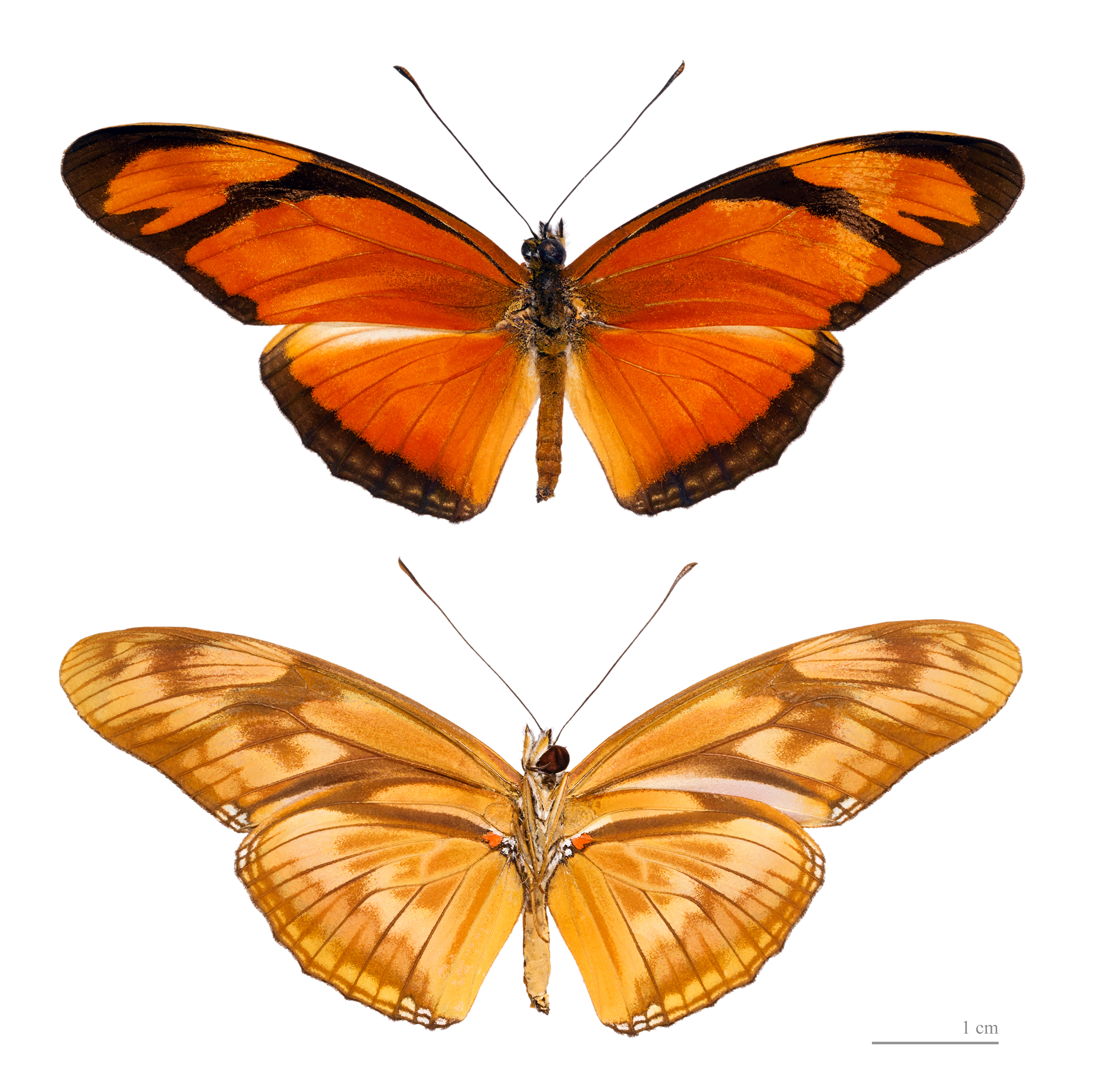
Dryas iulia alcionea.
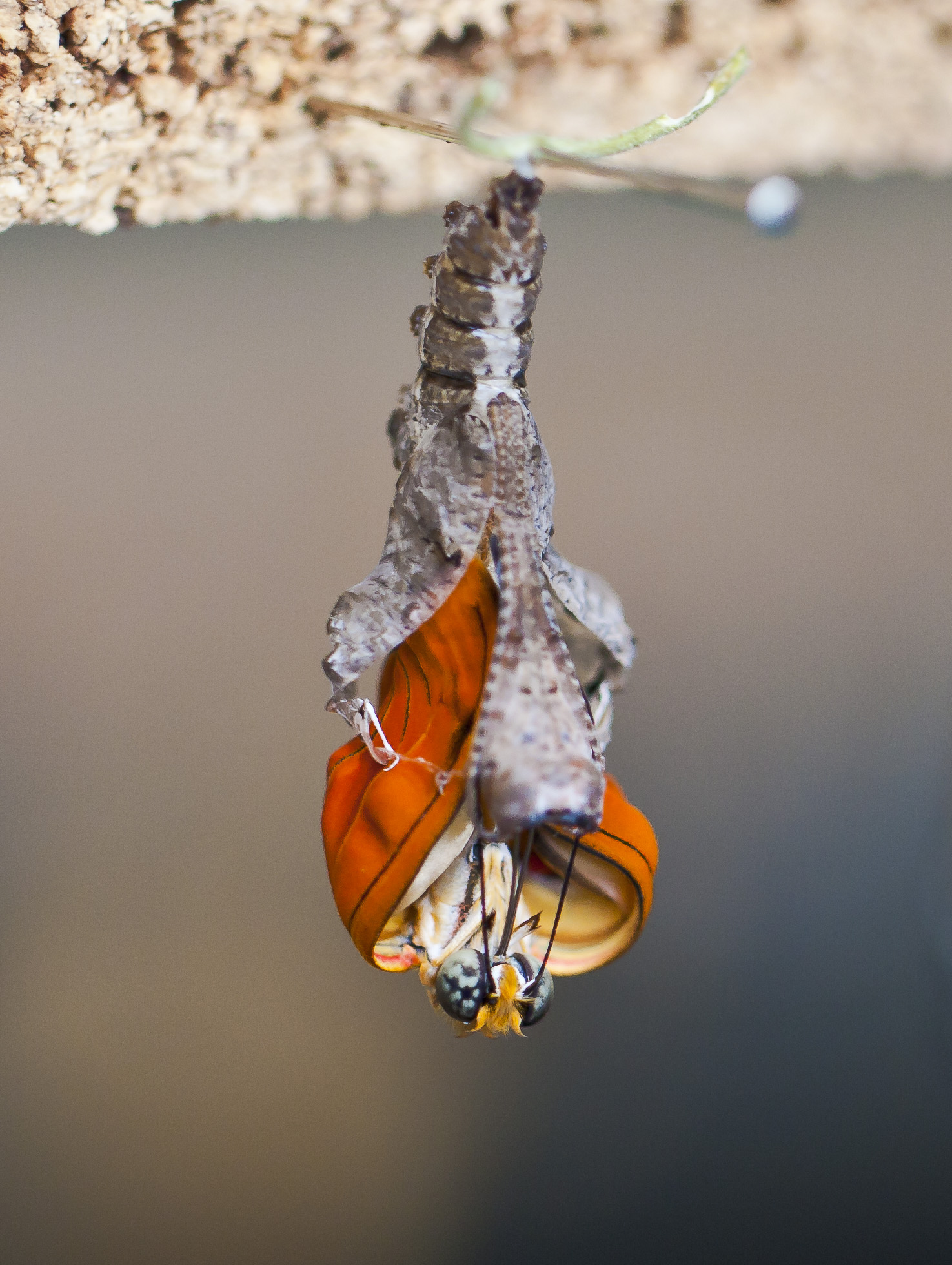
Nacimiento de una Dryas iulia.
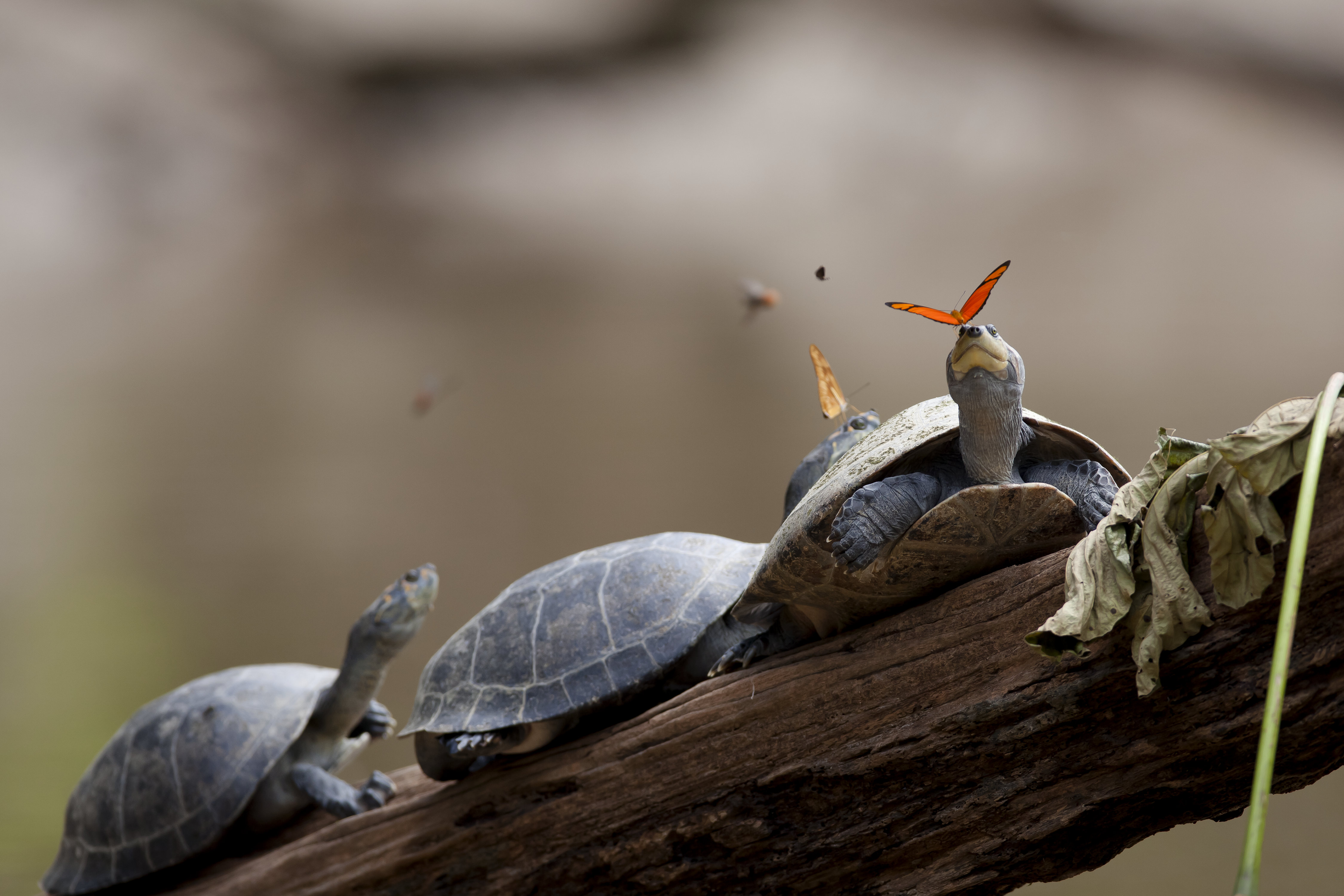
Dos mariposas flamas bebiendo lágrimas de tortugas charapas en Ecuador. Este fenómeno es conocido como lacrifagia.
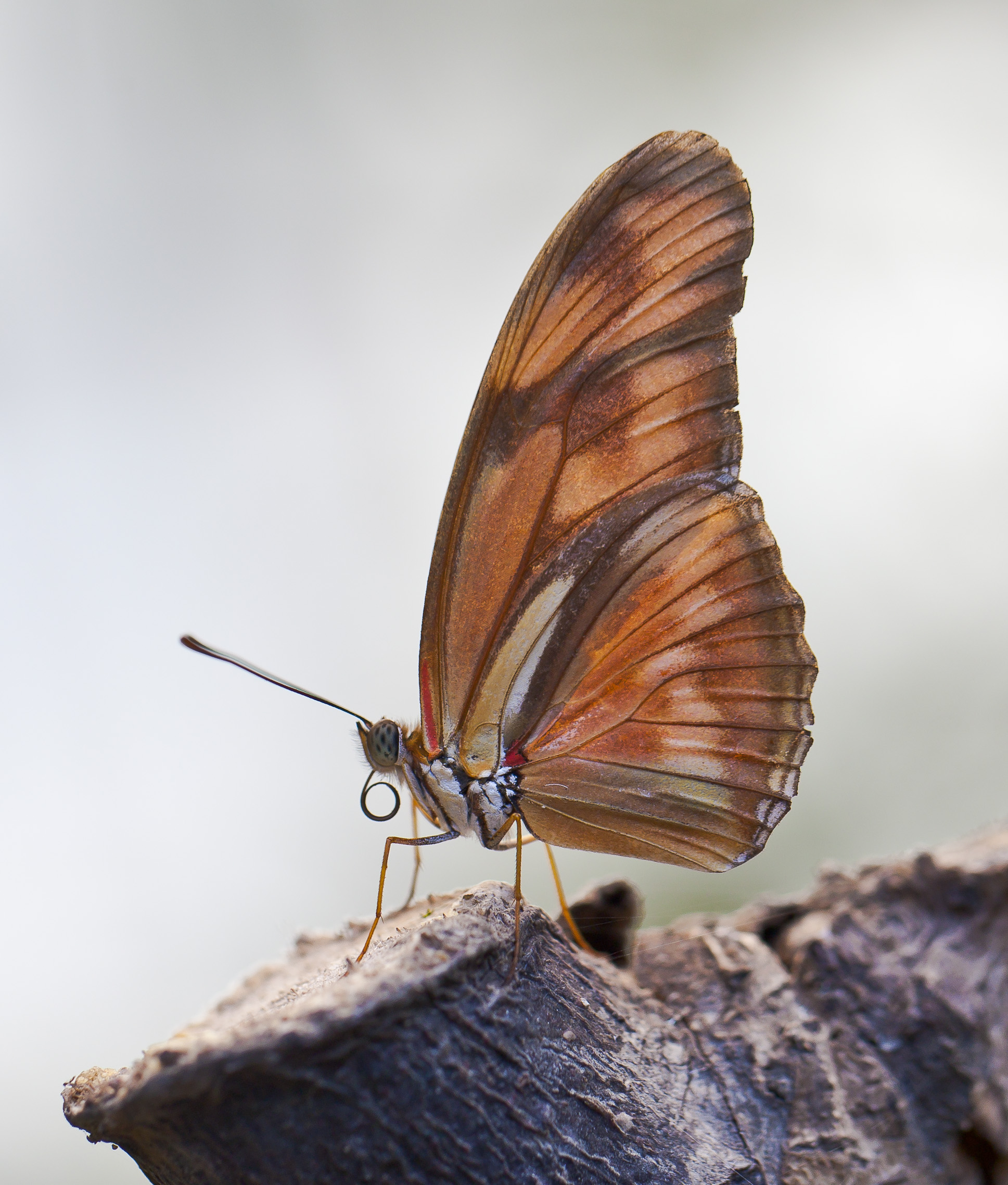
Dryas iulia.
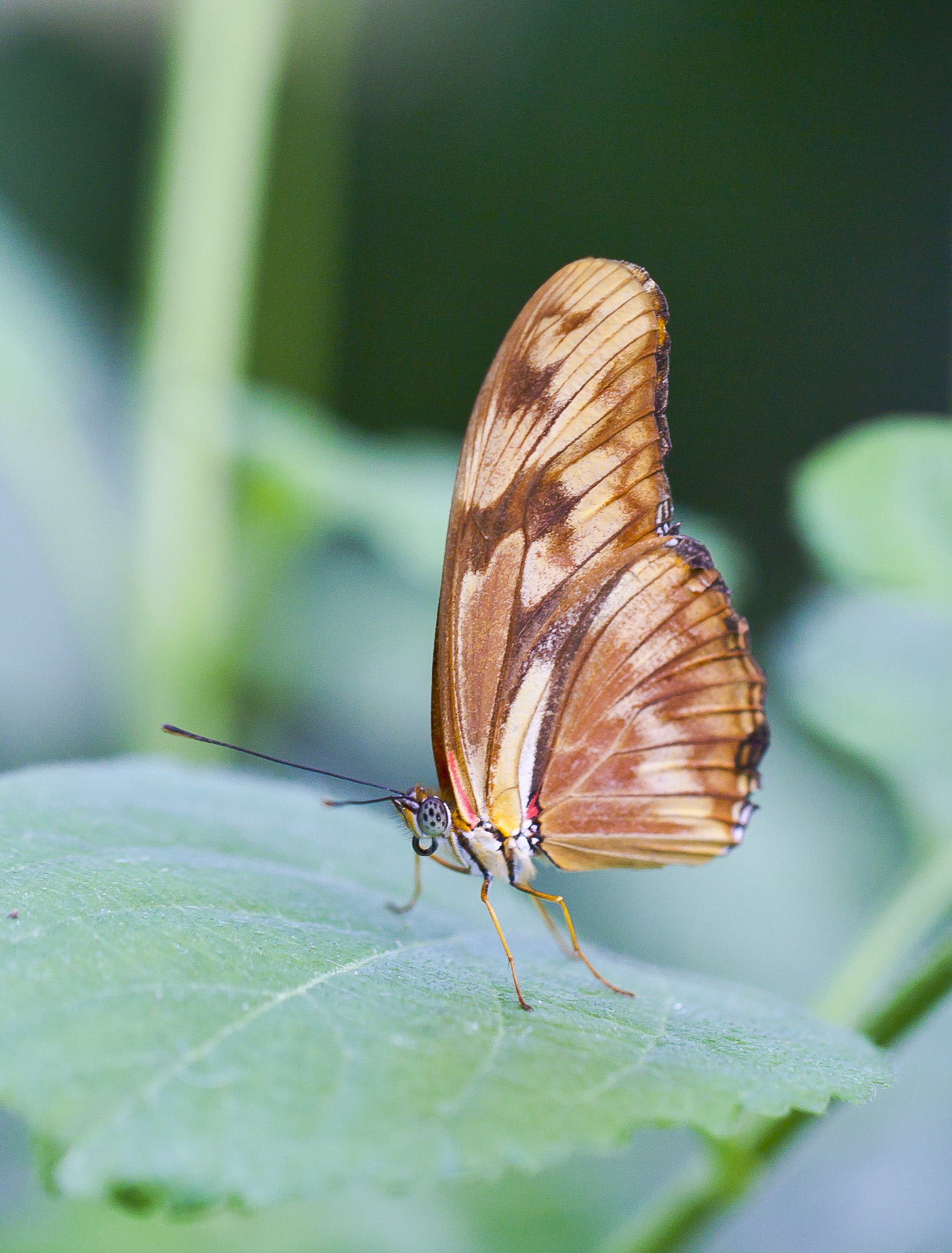
Adulto.